# Линейные корабли типа «Байерн»
Тип «Байерн» (нем. Bayern-Klasse) — серия германских линейных кораблей периода Первой мировой войны. Корабли этого типа стали первыми германскими линкорами, вооружёнными 380-мм орудиями, а также последними и наиболее мощными из германских линкоров, вошедших в строй в годы войны. По первоначальному проекту в 1913—1917 годах были построены два корабля. Ещё два корабля были заложены по улучшенному проекту, но достроены не были. Боевое применение двух построенных кораблей из-за их позднего вступления в строй было ограниченным. 20 июня 1919 года «Байерн» был затоплен экипажем в Скапа-Флоу. Затопление «Бадена» британским силам удалось предотвратить, корабль был захвачен и в 1921 году использован как мишень для опытовых стрельб при испытании новых  боеприпасов, после чего окончательно затоплен.

## История разработки
В начале XX века Германия и Великобритания развернули невиданную ранее гонку морских вооружений. Строительство «Дредноута» перечеркнуло ценность всех эскадр броненосцев, и Германия получила возможность нагнать Британию по количеству кораблей нового типа — дредноутов. Британия стремилась сохранить своё лидирующее положение и с 1909 года перешла к строительству сверхдредноутов с 343-мм орудиями — типы «Орион», «Кинг Джордж V» и «Айрон Дюк». Германские кораблестроители продолжали строить, в рамках кораблестроительных программ 1911 и 1912 годов, свои линкоры типов «Кайзер» и «Кёниг» с 305-мм орудиями, усиливая защиту за счёт экономии на вооружении. Они считали это оправданным, так как дульная энергия и бронепробиваемость германского орудия были ненамного меньше, а настильность и скорострельность выше. Поэтому, с учётом более толстого бронирования, германские специалисты считали выбор 305-мм орудия оптимальным для вооружения своих дредноутов.
Тем не менее прослеживалась общемировая тенденция к росту калибров главного вооружения линкоров. Начала поступать информация о строительстве в США и Японии кораблей с 356-мм орудиями. В Германии понимали необходимость увеличения огневой мощи своих дредноутов. С конца 1910 года начался поиск решения. Одним из путей было увеличение количества 305-мм орудий до 13…15, что с учётом ограничения по длине корабля приводило к необходимости разработки трёхорудийных башенных установок. Вторым путём было увеличение калибра орудий. Это позволяло использовать отработанную конструкцию двухорудийной башни.
В ноябре 1911 года департамент вооружений Морского министерства провёл расчёты, показывающие, что оптимальным будет переход на орудия калибра 340-мм. Это позволило бы использовать уже готовые технологические решения для орудийных установок и конструкции корпуса и подкреплений установок. Фирма «Крупп», монополист в производстве крупнокалиберных орудий, в июле 1911 года предложила собственную разработку 340-мм орудия. Но это предложение не нашло отклика, так как морское министерство ещё не определилось с калибром будущих орудий.
Для принятия решения по вооружению линейных кораблей программы 1913 года морской министр Тирпиц 4 августа 1911 года отдал распоряжение департаменту вооружений провести сравнительные исследования вариантов будущих линкоров с вооружением из 35-, 38- и 40-см орудий. Результаты были рассмотрены на заседании 1 сентября. Обсуждение свелось к выбору из двух вариантов — пяти двухорудийных башен с орудиями 35 см или четырёх двухорудийных башен с орудиями 40 см. Артиллеристы, в лице начальника департамента вооружений, стояли за вариант вооружения из десяти 350-мм орудий. Они считали, что такое орудие обладает ненамного худшей бронепробиваемостью, зато статистически десять орудий дают при сопоставимой скорострельности на четверть большую вероятность попадания. Кораблестроители в лице главного конструктора флота Г. Бюкнера настаивали на четырёхбашенном варианте с размещением по две башни в оконечностях, считая, что в пятибашенном варианте «средняя есть та, которая везде мешает». К тому же установка пятой башни добавляла примерно 700 т водоизмещения линкора.
Предложение Тирпица использовать схему с размещением десяти орудий линейно-возвышенно в четырёх башнях — две нижние трёхорудийные, две верхние двухорудийные — было отброшено. С одной стороны, использование трёхорудийных башен с большим барбетом приводило к бо́льшим вырезам в палубах и, соответственно, ослабляло продольные конструктивные связи корпуса. С другой стороны, немецкие оружейники консультировали австро-венгерских коллег при разработке трёхорудийных башен для дредноутов типа «Вирибус Унитис» и поэтому не понаслышке знали о проблемах скорости подачи снарядов к центральному орудию и возрастании вращающего момента при выстреле.
Совещание 24 сентября также ничего нового не привнесло, специалисты склонялись к выбору 400-мм орудия. В пользу этого варианта было несколько соображений. Во-первых, расчёты показывали, что именно в районе этого калибра находится оптимум соотношения цена/качество для линкора. При росте калибра свыше этой величины зависимость наступательной мощности от водоизмещения и, соответственно, стоимости становится нелинейной и цена линкора начинает «зашкаливать». Специалисты Круппа также считали, что этот калибр является предельным и для технологии скрепления стволов проволокой, использующейся в Британии. Поэтому переход на предельный калибр одним махом сулил выгоду опередить в гонке Британию и продолжать с ней соревноваться уже только в количестве линкоров. Возражения поступали только со стороны Тирпица, который считал, что выбор такого калибра орудия диктуется политическими соображениями и что такой скачок является «перелётом, за который нам не следует двигаться», но пообещал доложить о выбранном 40-см калибре кайзеру.
Встреча с кайзером Вильгельмом II состоялась на охоте в конце сентября. Аванпроект дредноута с 40-см орудиями обозначался шифром Dla. При водоизмещении в 28 250 т он нёс, кроме восьми 400-мм орудий, четырнадцать 150-мм и десять 88-мм. Линкор оснащался дизелем экономического хода и системой активного успокоения качки. Этот проект был одобрен кайзером, но для утверждения проекта законодательно необходимо было сметное обоснование. Поэтому были проведены стоимостные расчёты для обоих вариантов. Линкор с десятью 350-см/45 орудиями имел водоизмещение в 29 000 т и стоимость порядка 59,7 млн марок. У линкора с 400-мм орудиями водоизмещение было ещё больше, а стоимость превысила 60 млн. В качестве альтернативы кораблестроительным отделом был подготовлен промежуточный вариант с восемью 38-см/45 орудиями. При водоизмещении в 28 100 т он должен был иметь стоимость порядка 57,5 млн марок.
На докладе кайзеру 6 января 1912 года Тирпиц в присутствии всех руководителей департаментов морского министерства обосновывал, что вариант промежуточного калибра является компромиссным. По его мнению, преимущества от дальнейшего роста калибра были невелики и 38-см орудие можно было оставить в качестве вооружения германских линкоров даже тогда, когда другие страны перейдут на орудия большего калибра. Интересно, что это решение было принято ещё до того, как появилась информация о строительстве в Британии линкоров типа «Куин Элизабет» с 381-мм орудиями.
16 января на совещании в морском министерстве рассматривались необходимые доработки проекта Dla под орудия 38-см/45, после чего началась детальная проработка проекта. Следующее совещание по линкорам программы 1913 года собралось 13 июня 1912 года. Детальные расчёты показали, что надежда на экономию, по сравнению с 40-см вариантом, не оправдалась. Во-первых, стоимость самой артиллерии выросла с 21,4 до 22 млн марок. Во-вторых, башни получились тяжелее и больше, чем рассчитывали, и в итоге суммарно водоизмещение выросло до 28 500 т.
Требования экономии и неопределённость с дизелем требуемой мощности заставили заменить его на турбоагрегат, что уменьшило стоимость корабля на 1,7 млн марок. Также проектную скорость снизили с 22 до 21,5 узла, что сэкономило 250 т нагрузки. Немцы считали, что в Северном море дистанции боя будут средними, поэтому рассчитывали на применение 150-мм орудий в бою главных сил. Их количество на новом линкоре решили довести до 16. Ещё на стадии проекта «противоминные» 88-мм орудия были заменены на восемь зениток того же калибра.
Схема бронирования и конструктивная защита от подводных взрывов почти без изменений были взяты у предыдущего типа «Кёниг». Благодаря быстрому прогрессу торпедного вооружения в 1910-х годах большинство морских специалистов считали обязательной установку такого вооружения на линкор. Поэтому корабли программы 1913 года сохранили то же количество торпедных аппаратов, что и на «Кёниге», — пять, но это были аппараты под новейшие 600-мм торпеды, что потребовало увеличения размеров соответствующих отсеков.
Главным конструктором проекта был советник по вопросам военно-морского строительства («маринебаурат»), полковник гражданской службы А. Пех.

## Конструкция

### Корпус
Корабли типа «Байерн» имели развитый полубак, занимавший примерно 2/3 длины корпуса. По сравнению с типом «Кёниг» обводы в носовой части были более полными, чтобы вписать башни и погреба больших размеров и компенсировать их вес. Поэтому коэффициент общей полноты корпуса увеличился с 0,592 до 0,623. На «Байерне» высоту борта в средней части стремились сделать как можно меньше, что традиционно для германских капитальных кораблей того времени. Это экономило вес корпуса, увеличивало остойчивость за счёт снижения высоты установки кормовых башен и снижало заметность благодаря понижению силуэта. Высота корпуса в районе миделя при нормальной нагрузке составляла всего 4,1 м, поднимаясь в корме до 4,6 м. При полной нагрузке эти величины уменьшались до 3,44 и 3,94 м соответственно. Форштевень имел таранные очертания. В его нижней части размещался подводный носовой торпедный аппарат. Форма кормовой части повторяла «Кёниг».
Система силового набора корпуса — смешанная. Двойное дно шло на протяжении 88 % длины корпуса по ватерлинии — то есть на длине 152 м, 84,7 % от общей длины корпуса. Сам корпус был разделён водонепроницаемыми переборками на 15 главных водонепроницаемых отсеков (нумерация от кормы в нос с I по XV) и имел пять палуб. Это были палуба полубака, верхняя, средняя, нижняя палубы и нижняя платформа. Нижняя палуба была главной броневой. Её настил имел стыковые и пазовые планки толщиной 20 мм с тремя рядами заклёпок. Настил полубака состоял из двух слоёв. Листы этих слоёв были сдвинуты друг относительно друга, так что каждый слой служил стыковой и пазовой планкой друг для друга. Снизу ставилась накладка толщиной 20 мм, которая с помощью девяти рядов заклёпок крепилась к палубному настилу. Все заклёпки были утопленными, что суммарно давало экономию веса до 100 т на корпусе. Отличительной конструкционной особенностью этих линкоров являлось отсутствие бимсов под главной броневой палубой.
Продольных переборок было четыре. Две внешние составляли систему противоторпедной защиты, а две внутренние делили котельные и машинные отделения на более мелкие водонепроницаемые отсеки. Проходящие через котельные отделения продольные переборки были снабжены водонепроницаемыми горловинами-шлюзами для подачи угля. Такие же горловины имели все, кроме одной, поперечные переборки в районе угольных ям. Кроме того, из 14 водонепроницаемых переборок в 10 находились водонепроницаемые горловины для доступа в отсеки. По одному шлюзу находилось между носовыми и кормовыми погребами главного калибра. Все три носовых машинных отделения были связаны шлюзом с соответствующим кормовым отделением. Также шлюзы стояли в продольных переборках, разделяющих котельные отделения.
Традиционно для немецкого кораблестроения нумерация шпангоутов шла с кормы в нос. Шаг шпации 600 мм. Высота двойного дна — 1200 мм. Соединение стрингеров с флорами и шпангоутами и к листам обшивки делалось с помощью угольников. Листы обшивки крепились внахлёст. Все соединения делались клёпкой. В средней части корпуса двойное дно имело четыре доковых киля и конструктивно включало в себя киль и по 8 стрингеров с каждой стороны. Киль и стрингеры изготавливались из листов толщиной 8-9 мм. II, VI и VIII были сплошными и водонепроницаемыми, остальные стрингеры и киль разрезались флорами. Стрингеры II и VI продолжались вверх продольными водонепроницаемыми переборками. VIII стрингер замыкал двойное дно и образовывал нижний лист продольной переборки бортового коффердама. VII стрингер шёл только с 16 по 59 и от 98 до 131 шпангоута. Двойное дно в центральной части корпуса имело облегчённую конструкцию — шаг флор составлял 1200 мм. Флоры изготавливались из листов толщиной 9 мм. Проницаемые флоры имели облегчающие вырезы размером 500×800 мм.
Шпангоуты в средней части шли с шагом 600 мм и имели коробчатую форму. В оконечностях конструкция набора несколько менялась. Внутреннее дно шло до 141 шпангоута, приподнимаясь краями до уровня платформы. Киль в носовой части служил для поддержания корабля при доковании и имел усиленную конструкцию — горизонтальный лист с отверстиями для уменьшения веса и с помощью угольников присоединённые к нему два вертикальных листа. Эти листы и угольники с 106 по 141 шпангоут, в отличие от средней части, были неразрезными, перерезая флоры. В носовую оконечность продолжались только I и VI стрингеры, доходя до 141 шпангоута. VII стрингер доходил до 137 шпангоута. Шпангоуты имели ту же конструкцию, что и в средней части. Набор в кормовой части был аналогичен набору носовой оконечности.
| Статьи весовой нагрузки линкора «Байерн» | Статьи весовой нагрузки линкора «Байерн» | Статьи весовой нагрузки линкора «Байерн» |
| Статья                                   | в тоннах                                 | в %                                      |
| ---------------------------------------- | ---------------------------------------- | ---------------------------------------- |
| Корпус                                   | 8436                                     | 29,59                                    |
| Бронирование                             | 11 610                                   | 40,73                                    |
| Машины                                   | 2029                                     | 7,12                                     |
| Вспомогательные механизмы                | 629                                      | 2,21                                     |
| Вооружение                               | 3773                                     | 13,24                                    |
| Оборудование                             | 1000                                     | 3,5                                      |
| Запас топлива                            | 1029                                     | 3,61                                     |
| Нормальное водоизмещение                 | 28 506                                   | 100                                      |

Прожекторное оснащение «Байерна» состояло из восьми 110-сантиметровых 120-амперных боевых прожекторов. Они находились в двух группах — по четыре в два яруса, на площадках фок-мачты и на специальной прожекторной платформе позади кормовой дымовой трубы. Все прожектора имели дистанционные приводы и могли управляться с постов на носовом и кормовом мостиках. Чтобы сохранить прожектора в дневном бою, их предполагалось опускать вниз под броню с помощью четырёх специальных шлюпбалок — по одной на два прожектора. Помимо них также имелись аварийный прожектор на площадке фок-мачты под боевым марсом и два небольших сигнальных прожектора на ходовом мостике.
Вспомогательные системы
Водоотливная система на «Байерне» была разбита на пять автономных групп. Водоотливные средства каждой группы соединялись между собой короткими трубопроводами, в основном поперёк корабля. Носовая и кормовая группы были соединены с отсеками носовой и кормовой оконечностей, не имеющими водоотливных средств. В качестве водооткачивающих средств использовались главные циркуляционные насосы и специализированные помпы. Основная магистраль выполнялась из труб диаметром 350 мм. Вспомогательные магистрали выполнялись из труб диаметром 120 и 140 мм. Для аварийных нужд использовались также четыре переносных электронасоса и четыре ручные помпы.
Для затопления бортовых отсеков в системе затопления использовались днищевые кингстоны диаметром 533 мм с приводом от гидромагистрали с управлением из центрального поста. Они также могли быть открыты вручную. Для затопления внутренних отсеков предусматривались специальные перепускные клапаны. Использование кингстонов облегчало контрзатопление — крен в 5° мог быть исправлен за 15 минут.
Для аварийного затопления погребов имелись две отдельные установки, общей производительностью по 3600 т/час. Кормовая установка, кроме башен главного калибра, использовалась и для затопления погребов в средней части корабля. Затопление погреба до уровня верхних стеллажей производилось в течение 4-5 минут. Пожарная магистраль выполнялась из труб диаметром 140 мм в средней части и 120 и 70 мм в оконечностях.
Для погребов боезапаса и кладовых провизии была создана специальная система рефрижерации. Для вентиляции предусматривались искусственная подача воздуха и естественная вытяжка для жилых помещений, помещений на броневой палубе, погребов боезапаса, торпедных отделений, туннеля среднего гребного вала и коридоров трубопроводов. Естественная приточная и искусственная вытяжная вентиляция применялась для умывальных, гальюнов, камбузов, сушилен, угольных ям, казематов 150-мм орудий, туннелей бортовых гребных валов и кладовых. Искусственная приточная и вытяжная вентиляция выполнялась в отсеках вспомогательных механизмов, нижней боевой рубке, трансляционной станции, лазарете и жилых помещениях на средней и нижней палубах.
Рулевое устройство
Линкоры типа «Байерн» оснащались двумя параллельными балансирными рулями площадью пера по 38,36 м². Рули устанавливались под углом в 6° к диаметральной плоскости. Для управления рулями были установлены две двухцилиндровые паровые рулевые машины. Каждая размещалась в своём отсеке позади отделения кормовых торпедных аппаратов. Рулевая машина соединялась со своим рулём посредством червячной передачи. В случае выхода из строя одной рулевой машины существовала возможность управления рулём с помощью соседней. Рулевые машины посредством механических связей управлялись штурвалами с ходового мостика, из носовой и кормовой боевой рубок и из отсека самой рулевой машины. Помимо этого, для аварийного управления в помещениях между рулевыми машинами и рулевым приводом находились ручные штурвалы.
По расчётам перекладка рулей из среднего в крайнее положение (35°) на полном ходу в 21 узел занимала 15 с. Диаметр циркуляции при полной перекладке руля составлял 320 м или примерно 1,8 длины корпуса.
Надстройки и рангоут
Для радиостанций дальнего действия нужна была антенна большой длины. Расстояние между двумя классическими мачтами было бы слишком мало. Поэтому на линкоре оставили только фок-мачту, но её высота была увеличена. Вместе с заваливающейся стеньгой полная высота фок-мачты от уровня КВЛ составила 66 м. На фок-мачте было принято решение установить корректировочный пост. Поэтому она была сделана трёхногой, как на британских дредноутах. Правда, в отличие от британской практики этот пост был резервным, и управление на него переносилось в случае выхода из строя или плохих условий видимости основных постов в носовой и кормовой боевых рубках.
Корректировочный пост на фор-марсе имел высоту 2 м и был закрыт со всех сторон бронёй толщиной 25 мм. В стенках были устроены смотровые щели. Пост был оборудован дальномером с базой 2,8 м и четырьмя указателями дистанции. Открытая площадка под корректировочным постом использовалась для наблюдений. В 1917 году на ней устроили корректировочный пост торпедного вооружения, также закрытый со всех сторон и оборудованный смотровыми щелями. Помимо получившегося двухэтажного поста, на фок-мачте были устроены площадки для прожекторов и переносного оборудования — дальномеров, визиров и т. п.
В качестве замены грот-мачты на кормовом прожекторном мостике были установлены две наклонные краспицы длиной по 7,5 м для проводки антенн и оптических средств связи (ходовых шаров и рулевых конусов). Гафель (только на «Байерне») крепился к нижнему кормовому прожекторному мостику. На практике такое устройство было признано неудачным, и гафель перенесли на смонтированную позади кормового прожекторного мостика 31-м грот-мачту шестового типа.
В целом расположение мостиков было стандартно для германских дредноутов. Отличия наблюдались только на «Бадене», который изначально планировался для использования в качестве флагманского, поэтому на нём был установлен закрытый адмиральский мостик. Ходовой мостик был расположен не очень удачно и постоянно вызывал нарекания. При постановке и снятии с якоря ходовой мостик оборудовался откидными 7-метровыми консолями.
Якорное устройство
Линкоры типа «Байерн» оснащались двумя носовыми становыми якорями массой по 8380 кг в клюзах по одному на каждый борт. Ещё один такой же запасной якорь располагался по левому борту в клюзе следом за основным якорем. В корме располагался 4-тонный верп. Общая длина якорных цепей калибра 75 мм составляла 525 м, а их вес 66 740 кг. Подъём становых якорей осуществлялся сдвоенной шпилевой машиной вертикального типа. Головы шпилей приводились посредством червячной передачи. Управление шпилевой машиной осуществлялось либо из её отсека, либо прямо с палубы.
Шлюпки
Отсутствие центральной башни, которая имелась на предыдущих дредноутах, облегчило размещение шлюпок. Правда, часть из них всё равно находилась в зоне действия дульных газов третьей башни главного калибра. Общий вес шлюпок, топлива для них и принадлежностей составлял 58,8 т. Для подъёма и спуска на воду шлюпок с каждого борта располагалась полумачта со стрелой. Поворот стрелы осуществлялся вручную, а подъём шлюпок с помощью расположенных на батарейной палубе электрических лебёдок. Они могли поднимать груз весом до 13 т со скоростью 20 м/мин. Для быстрого спуска на воду спасательных шлюпок с каждого борта было установлено по паре откидных решетчатых шлюпбалок, с расположением уступом на полубаке. Их конструкция предусматривала поднятие шлюпок выше уровня батарейной палубы для возможности ведения огня 150-мм орудиями. Кроме того, на бортах башен главного калибра вертикально размещались спасательные бальсовые плоты.
| Шлюпки и катера линкора типа «Байерн» | Шлюпки и катера линкора типа «Байерн» | Шлюпки и катера линкора типа «Байерн» | Шлюпки и катера линкора типа «Байерн» |
| Вид шлюпки                            | Длина, м                              | Масса (с топливом), кг                | Количество                            |
| ------------------------------------- | ------------------------------------- | ------------------------------------- | ------------------------------------- |
| Моторный катер                        | 15,2                                  | 10 900                                | 1                                     |
| Моторный катер (адмиральский)         | 14,5                                  | 10 900                                | 1                                     |
| Моторный катер (адмиральский)         | 13                                    | 7433                                  | 1                                     |
| Паровой катер                         | 10                                    | 7236                                  | 1                                     |
| Баркас                                | 14                                    | 5600                                  | 2                                     |
| Катер со швертом                      | 10                                    | 2800                                  | 2                                     |
| Ял                                    | 6                                     | 995                                   | 1                                     |
| Усиленный ял                          | 6                                     | 1045                                  | 1                                     |
| Моторный катер                        | 7,6                                   | 1685                                  | 1                                     |
| Складная шлюпка                       | 4,5                                   | 235                                   | 1                                     |
| Привальный понтон                     |                                       | 375                                   | 1                                     |

Экипаж
За счёт возможности оборудования обширной центральной надстройки в неё удалось перенести каюты офицеров и командира. В проекте «Бадена» предусматривались дополнительные помещения для адмирала и свиты. Правда, это делалось в основном за счёт ухудшения условий обитания остального экипажа. Исследовавшие «Баден» британские морские специалисты отмечали чересчур тесные по британским меркам кубрики матросов и каюты офицеров, положительно оценив лишь адмиральскую каюту площадью 60 м².
Численность экипажа мирного времени определялась в 1158 человек, в том числе 32 офицера, 4 фенриха (кандидата в офицеры), 33 палубных офицера (кондуктора), 1083 унтер-офицера и матроса, 3 кока и 3 буфетчика. В военное время к ним добавлялись 5 % резерв и мобилизационное пополнение, так что экипаж увеличивался до 1276 человек. На «Бадене» с учётом адмирала и его штаба экипаж составлял 1393 человека.

### Бронирование

Схема распределения броневой защиты линкоров типа «Байерн». Боковая проекция

Система броневой защиты в целом повторяла «Кёниг». Главный пояс состоял из вертикальных плит крупповской цементированной брони 350-мм толщины и шёл от носовой до кормовой траверзной переборки, занимая 58 % длины корабля. Он шёл по высоте от средней палубы до отметки 1,7 м ниже конструктивной ватерлинии (КВЛ), имея высоту 3720 мм. Нижняя часть пояса шла со скосом до толщины 170 мм. В отличие от общепринятой схемы главный пояс нижней частью не опирался на скос палубы, потому что немцы считали такую конструкцию концентратором напряжений. Плиты крепились только на броневые болты, а между собой соединялись шпонками круглого сечения.
На той же длине, что и главный, над ним, шёл верхний пояс толщиной 250 мм. Образующие его плиты необычно большого размера — 2,1×7,2 м — были хорошо подогнаны друг к другу. Оба пояса ограничивали вертикальные траверзы толщиной 200 мм. Между средней и нижней палубами, на участке между броневыми переборками, траверзы увеличивались по толщине до 300 мм.
В носовой оконечности главный пояс продолжался поясом, идущим до 131 шпангоута плитами толщиной 200 мм, затем 150 мм до 137 шпангоута. По высоте он поднимался на 330 мм над средней палубой, а нижняя, подводная часть шла со скосом, уменьшаясь по толщине до 130 мм на отметке 1,67 м ниже КВЛ. Со 137 шпангоута и до форштевня на длине 14 м шла обыкновенная обшивка борта толщиной 30 мм. По 137 шпангоуту стоял траверз толщиной 140 мм.
В кормовой оконечности по высоте до средней палубы шёл 200-мм пояс, со скосом до 150 мм по нижней кромке. У ахтерштевня его ограничивал наклонный 170-мм траверз. Батарея защищалась 170-мм плитами. По всей высоте от броневой палубы на уровне броневой противоторпедной переборки (ПТП) шла 30-мм противоосколочная переборка. ПТП толщиной 50 мм поднималась на 0,8 м над броневой палубой, поэтому в этом месте суммарная толщина переборок составляла 80 мм.
Горизонтальное бронирование шло по трём палубам. Настил полубака от первой до третьей башни главного калибра имел толщину 40 мм. У борта над казематами 150-мм орудий толщина этой палубы уменьшалась до 30 мм. Верхняя палуба от носового до кормового траверза имела настилку, толщина которой тоже составляла 30 мм. Основная броневая палуба шла на уровне нижней палубы, лишь за носовым траверзом опускаясь на 1,47 м ниже КВЛ, и бронировалась по всей длине. Носовой участок был плоским и имел толщину в 60 мм. В пределах цитадели она шла со скосами, имея на обоих участках толщину в 30 мм. В корме палуба имела толщину 60 мм, со скосами той же толщины. Затем толщина палубы увеличивалась до 100 мм, поднимаясь в виде карапаса над румпельным отделением с бронированием толщиной 120 мм.
Барбеты I, II и III башен ГК над палубой полубака, а IV-й над уровнем верхней палубы имели постоянную толщину в 350 мм. Барбеты носовой и кормовой башен несколько выступали за соответствующие траверзы и имели в этом месте толщину 350 мм, фактически являясь составной частью траверза. Внутренние части барбетов I, II и III башен ГК между палубой полубака и верхней имели толщину 170 мм. Внутренние части барбетов I и II башен от верхней до средней палубы имели толщину 80 мм, опускаясь до нижней палубы плитами толщиной 25 мм. Барбет III башни между верхней и средней палубами шёл тремя участками толщиной 170-25 мм, а между средней и нижней двумя участками 115 и 25-мм толщины. Барбет башни IV ниже верхней палубы имел толщину 200 мм, опускаясь под средней палубой плитами 115-мм толщины. Такое «лоскутное» бронирование барбетов должно было уменьшить расход брони при выдерживании общего уровня защиты.
Башни имели толщину лобовой плиты 350 мм, борта толщиной 250 мм и тыл в 290 мм. Крыша имела скосы спереди и по бокам. Её плоская часть имела толщину 100 мм. Передняя наклоненная под углом 30° плита имела толщину 200 мм. Бортовые 120-мм скосы крыши были установлены под углом 25°.
Носовая — основная — боевая рубка имела традиционную для германского флота сложную, близкую к конической форму с наклоном стенок в 10° в диаметральной плоскости и 6-8° по траверзу. Ширина рубки по крыше была примерно 5 м. Благодаря уменьшенной ширине дымовых труб это давало неплохой обзор не только вперёд, но и назад. Крыша рубки имела толщину 150 мм. Стенки верхнего яруса рубки имели толщину 350 мм. Средний ярус с запасными приборами бронировался плитами толщиной 250 мм. Нижний ярус был цилиндрическим со стенками 200-мм толщины. Коммуникационная труба в центральный пост была квадратного сечения со стороной в 1 метр и имела толщину стенок 70 мм выше полубака (внутри третьего яруса надстройки) и 100 мм ниже него. Кормовая боевая рубка имела 170-мм стенки и 80-мм крышу. Её коммуникационная шахта имела 180-мм стенки до уровня полубака и 80-мм стенки ниже него.
Плиты барбетов и боевых рубок соединялись между собой вертикальными шпонками круглого сечения и имели тыльную вертикальную подкладку толщиной 50 мм. Броня барбетов к элементам набора корпуса не крепилась.
Внутри каземата 150-мм орудия отделялись друг от друга поперечными переборками толщиной 20 мм. Дымоходы в палубах полубака и нижней палубы защищались составными колосниковыми решётками, набранными из колосников толщиной 40 мм. Высота решётки составляла 140 мм, а расстояние между осями колосников — 90 мм. Колосники укладывались параллельно диаметрально плоскости корабля. В ряде мест параллельно линии шпангоутов устанавливалась вторая такая же колосниковая решётка.
Общий вес брони достигал 11 410 т или 40,4 % от нормального водоизмещения.

### Конструктивная подводная защита
Германские кораблестроители традиционно уделяли много внимания конструктивной подводной защите своих дредноутов. На «Байерне» эта система была наиболее совершенной. Вдоль всей длины цитадели располагались отсеки противоторпедной защиты. Первым шёл пустой отсек, представляющий собой камеру расширения. Его задачей было дать расшириться газообразным продуктам взрыва, снизив нагрузку на лежащие дальше конструкции. Ширина этого отсека на миделе составляла 2,1 м. Наружный борт в этом месте состоял из листов судостроительной стали толщиной 12 и 14 мм, склёпанных внахлёст. Борт опирался на боковые ветви шпангоутов, представляющие собой каркас из швеллеров высотой 240 мм. В отличие от кораблей других стран, в конструкциях которых применялся двойной борт, на германском линкоре он отсутствовал. Разработчики посчитали его устройство бесполезным, так как он всё равно был бы уничтожен взрывом без принесения какой-либо пользы. Переборка, ограничивающая со внутренней стороны этот отсек, была водонепроницаемой, изготавливалась из листов судостроительной стали толщиной 8 мм и по высоте шла от двойного дна до скоса броневой (нижней) палубы.
За камерой расширения была устроена камера поглощения. В теории одна камера расширения могла погасить энергию газов за счёт их расширения самостоятельно, но тогда её ширина должна была бы составлять 10-14 м. Поэтому задачей камеры поглощения было дальнейшее поглощение энергии взрыва, а замыкающая эту камеру броневая противоторпедная переборка толщиной 50 мм воспринимала остаточную энергию взрыва. Максимальная ширина камеры поглощения составляла 1,85 м. В качестве наполнителя для поглощения энергии взрыва применялся ископаемый уголь, поэтому камера поглощения использовалась также как нижний угольный бункер. Кроме того, что уголь превосходно поглощал энергию подводного взрыва, он ещё служил неплохой защитой от поднырнувших снарядов. По британским расчётам, 0,9 м угля по защите от снарядов были эквивалентны броне толщиной 25 мм. Неприятным моментом при использовании угля являлось то, что защита работала только тогда, когда в камерах поглощения он был. Поэтому уголь в бортовых ямах расходовался в последнюю очередь. К тому же котельные ямы в районе машинных отделений и бортовых башен не имели прямого доступа к котельным отделениям, и уголь из них следовало сначала через горловины поднять в верхнюю угольную яму и уже оттуда по горизонтальному монорельсу передать к котельному отделению. Это было очень неудобно, поэтому на практике уголь из этих ям старались вообще не расходовать.
С учётом хорошего разделения на водонепроницаемые отсеки и отлаженной организации борьбы за живучесть защита от подводных взрывов «Байерна» оценивалась очень высоко. Портило эту защиту только наличие «ахиллесовой пяты» — носовых и кормовых бортовых торпедных аппаратов. Их отделения находились вне системы ПТП в крупных отсеках, которые никак нельзя было разбить на более мелкие. Подрыв «Байерна» на мине в 1917 году показал уязвимость такой конструкции, и носовые торпедные аппараты были демонтированы, а их отсек разбит переборками на несколько более мелких.

### Энергетическая установка
Долгое время германские инженеры вынашивали идею установки дизеля экономического хода на линкор. Это пытались сделать ранее на одном из дредноутов типа «Кайзер» — «Принц-регент Луитпольде» — и двух «Кёнигах» — «Маркграфе» и «Гроссер Курфюрсте». Для этого нужна была трёхвальная установка с приводом среднего вала от дизеля. Дизель планировали установить и на тип «Байерн», поэтому новые дредноуты также получили трёхвальную установку. Но, как и в случае «Принц-регент Луитпольда», дизель требуемой агрегатной мощности создать вовремя не смогли, поэтому его установка планировалась только на третий корабль серии — «Саксен». На первых кораблях типа «Байерн» дизель был заменён на паровую турбину.
В отсутствие дизеля каждый из трёх валов главной энергетической установки линкоров типа «Байерн» имел прямой привод от индивидуального комплекта турбин Парсонса. В каждый комплект входила турбина высокого и низкого давления. Последняя была соединена с турбиной обратного хода. Каждый комплект отделялся от другого продольной переборкой, а между турбинами высокого и низкого давления стояла ещё поперечная переборка. Таким образом, главная силовая установка занимала шесть отсеков. Общая контрактная мощность трёх агрегатов — 35 000 л. с. (26,1 МВт) на валах при 265 об/мин, турбин заднего хода — 15 600 л. с. (11,63 МВт) при 205 об/мин. На кораблях второй серии проектная мощность была увеличена — до 48 000 л. с. (35,79 МВт) на «Вюртемберге» и до 55 000 л. с. (40,27 МВт) на «Саксене». Проектная скорость по разным источникам 21 или 22 узла.
В каждом кормовом отсеке вместе с турбиной низкого давления находилось по одному главному холодильнику, циркуляционному и воздушному насосу. На крейсерских ходах пар сначала подавался на среднюю турбину высокого давления, а затем на бортовые турбины высокого и низкого давления на соответствующие ступени расширения, установленные позади активных колёс. Все винты были трёхлопастными и имели диаметр 3,88 м. Бортовые гребные винты имели шаг 3,65 м и вращались наружу. Средний винт имел шаг 3,5 м и левое направление вращения — такое же, как у винта левого борта.
Котельная установка состояла из 14 водотрубных паровых котлов «военно-морского типа» — системы «Шульце-Торникрофта» с трубками малого диаметра и рабочим давлением 16 кг/см². Котлы были разбиты на две группы — носовую и кормовую. Внутри группы продольными и поперечными переборками отделения были разбиты на кочегарки на 1—2 котла. Три первых котла в носовой группе имели нефтяное отопление и оснащались одной большой форсункой. Остальные котлы имели смешанное угольно-нефтяное отопление и могли работать как на одном из видов топлива, так и одновременно на обоих.
На «Саксене» на среднем валу должен был стоять дизель номинальной мощностью 10 000 л. с. (7,46 Мвт) и форсажной 12 000 л. с. (8,95 МВт). Количество котлов при этом сокращалось до девяти.
Отвод дымовых газов делался в две дымовые трубы высотой 24 м над конструктивной ватерлинией. Примерно до половины высоты трубы над надстройкой устанавливался кожух. В процессе эксплуатации на «Байерне» высоту кожуха передней трубы подняли на 1,5 м, а на «Бадене» это сделали ещё при достройке.
В состав вспомогательных устройств входили две опреснительные установки производительностью по 150 т воды в сутки. Для подачи воздуха в котельные отделения устанавливались 14 турбовентиляторов. Перед подачей воды в котёл она подогревалась «мятым паром» в специальном подогревателе, расположенном в каждой кочегарке. Между средними и кормовыми котельными отделениями устанавливались два вспомогательных холодильника в двух отдельных отсеках. Они предназначались для охлаждения пара от вспомогательных машин.
Электрооборудование
Для выработки электрического тока были установлены четыре турбогенератора постоянного тока с напряжением 220 В мощностью по 400 кВт. В качестве вспомогательных были установлены два дизель-генератора. В состав каждого дизель-генератора входили дизель мощностью 400 л. с. (298,3 КВт) и динамо-машина мощностью 300 кВт.
У каждого отсека динамо-машин находился распределительный щит, к которому могла подводится энергия от всех генераторов. Электрическая цепь корабля была разделена на четыре подцепи — носовых и кормовых, правого и левого борта. Каждая цепь могла запитываться от любого из щитов.
Для питания потребителей переменного тока (рулевые указатели, машинные и рулевые телеграфы) устанавливались четыре генератора переменного тока с напряжением 50 В. Для работы корабельной радиостанции предназначались два отдельных преобразователя постоянного тока в переменный.
Топливо
Общая вместимость угольных ям «Байерна» составляла 3560 т, из которых в бортовые ямы под броневой палубой принималось 1740 т, в верхние ямы вне продольной переборки 1020 т и 800 т в верхние ямы за продольной переборкой.
Расход топлива для поддержания защитных свойств сначала вёлся из верхних ям внутри продольных переборок, потом из верхних наружных ям и только затем из бортовых. Примерно 70 % нижних бортовых ям общей вместимостью 1200 т находилось в районе турбинных отделений и погребов боезапаса. Для передачи топлива из верхних бортовых ям в район котельных отделений был смонтирован подвесной монорельс, а в переборках смонтированы специальные ставни. Подача угля из нижних бортовых ям была затруднена, и на практике его старались не расходовать.
Ёмкость нефтяных цистерн на «Байерне» составляла 620 т нефти. Эти цистерны фактически представляли собой отсеки двойного дна. Для поддержания жидкотекучести нефти они подогревались с помощью змеевиков, через которые пропускался пар под давлением 2 атм.
На линкоре «Саксен» запас топлива должен был состоять из 3200 т угля и 1700 т нефти. За счёт использования дизеля дальность плавания должна была составить 7000 миль при скорости в 12 узлов.

### Вооружение
Главный калибр линкоров типа «Байерн» составляли восемь 380-мм орудий 38 cm L/45 Sk с длиной ствола 45 калибров, размещённых по линейно-возвышенной схеме в четырёх двухорудийных башнях. Такая схема размещения вооружения обладала несколькими преимуществами. Во-первых, отсутствовали бортовые башни, затрудняющие создание системы противоторпедной защиты нужной глубины. Во-вторых, обеспечивалась стрельба половиной артиллерии в носовом и кормовом секторах. В-третьих, система подачи в двухорудийных башнях была проще по конструкции, чем в трёхорудийных, а четыре снаряда в полузалпе было оптимально для управления артиллерийской стрельбой. Орудия заряжались при постоянном угле возвышения (+2,5°). Артиллерийские установки главного калибра традиционно именовались в германском флоте первыми буквами немецкого алфавита — A («Anton»), В («Berta»), С («Cäsar») и D («Dora»).
Новое 380-мм орудие имело обозначение С/13, то есть «образца 1913 года». Традиционно для германских морских орудий оно имело скрепление цилиндрами и клиновый горизонтально-призматический затвор. Орудие состояло из внутренней нарезной трубы, трёх рядов скрепляющих цилиндров поверх неё и кожуха. Вес орудия с затвором равнялся 76,2 т. Для сравнения вес британского 381-мм 42-калиберного орудия Мk-I с затвором составлял 101,6 т. При этом германское орудие обладало несколько большей дульной мощностью — 244,6 МДж против 237,87 МДж. Орудие имело 100 нарезов с постоянной крутизной в один оборот на 30 калибров. Глубина нареза 3,8 мм при ширине в 5,74 мм. Ширина поля нарезов 6,2 мм.
Германское 380-мм орудие делалось по системе «лёгкий снаряд, высокая начальная скорость», за счёт чего имело более настильную траекторию, чем британская схема с тяжёлым снарядом и умеренной скоростью. Германские инженеры считали настильную траекторию более подходящей для средних дистанций боя, наиболее вероятных для погодных условий Северного моря, в котором германский флот собирался дать битву британскому. В боезапас входили бронебойные и фугасные снаряды. Масса снаряда 750 кг, начальная скорость 800 м/сек. Длина бронебойного снаряда составляла 3,5 калибра, фугасного — 4,2. Масса взрывчатого вещества в бронебойном снаряде 23,5 кг (3 % от общей массы снаряда), в фугасном — 67,1 (9 %). Бронебойный снаряд оснащался мягким бронебойным колпачком и баллистическим латунным наконечником с радиусом оживала 4 калибра (4 CRH). Фугасный снаряд, как и бронебойный, оснащался донным взрывателем. По конструкции был аналогичен 305-мм фугасному снаряду, который по своим характеристикам мог быть отнесён к полубронебойным без бронебойного колпачка. Штатный боезапас составлял по 90 снарядов на ствол — 60 бронебойных и 30 фугасных.
Заряд пороха состоял из двух частей пороха RPC/12. Основной заряд в латунной гильзе весил 87 кг. Сама гильза весила 59 кг и была обязательной для нормальной обтюрации из-за выбора клинового затвора. Дополнительный заряд находился в шёлковом картузе и весил 96 кг. Запальная трубка в гильзу ввинчивалась непосредственно перед стрельбой.
Орудие устанавливалось в люльку из литой стали и закрывалось спереди 100-мм щитом для прикрытия амбразуры. Отдачу при выстреле воспринимали пневматический накатник и гидравлический тормоз отката с глицериновым наполнителем. Для привода вертикального наведения использовались кованые зубчатые сектора, прикреплённые болтами к опорному барабану. Общая масса качающейся части — 105 т. Каждая артиллерийская установка состояла из вращающейся части (поворотной платформы с установленной в ней на цапфах люльки с орудием) и жёсткого барабана высотой от погона башни до пола снарядного погреба. Орудийный стол вращался на шариковом погоне — 144 шара диаметром 165 мм.
На «Байерне» и «Бадене» орудия стояли в башенных установках Drhl.C/13. Установки обеспечивали угол склонения −8° и угол возвышения +16°. После Ютландского сражения углы были изменены на −5° и +20° соответственно. При угле возвышения в 16° обеспечивалась дальность в 20 400 м, при 20° — 23 200 м. На второй паре линкоров ставились более совершенные Drhl.C/14, у которых угол возвышения орудий изначально составлял 20°. Конструктивно новые башни отличались от предшествующих, рассчитанных на 305-мм орудия. Линии подачи боезапаса были выведены не за орудия, а между ними, что повлекло за собой увеличение расстояния между орудиями с 2700 до 3700 мм. В теории это обеспечивало лучшую защиту зарядников. Кроме того, промежуточного перегрузочного отделения как такового не было — боезапас подавался напрямую из перегрузочных отделений на уровне погребов. Под боевым отделением находилась платформа с электромоторами горизонтального наведения и подачи, гидравлическими механизмами вертикального наведения, всеми гидравлическими трансформирующими устройствами и механизмами зарядника. Впервые на немецких установках частично была применена гидравлика для механизмов вертикального наведения, прибойников орудий, открытия и закрытия затвора, зарядников и зарядных столов. Электрическим осталось горизонтальное наведение и сама подача. В отличие от британской схемы все гидротрансформирующие насосы находились внутри барбета в этом подбашенном отделении. Имелось два электродвигателя горизонтальной наводки — главный и вспомогательный. Первый, мощностью 60 л. с. (44,7 КВт), питался от мотор-генератора мощностью 90 кВт по схеме Вард-Леонарда. Каждая башня могла запитываться от любого из двух генераторов, находящихся в разных помещениях. Вспомогательный шунтовый электродвигатель мощностью 8,4 л. с. (6,3 КВт) запитывался от главной или вспомогательной корабельной электросети. Давление в гидросистеме вырабатывалось двумя трёхплунжерными насосами с приводом каждого от шунтового электродвигателя мощностью в 150 л. с. (111,9 КВт). Все башенные механизмы имели резервный ручной привод.
Интересной особенностью было наличие вспомогательного перегрузочного отделения на 12 снарядов — по шесть на орудие. Они могли подаваться вручную к орудию специальным зарядником. Погрузка снарядов в это отделение могла осуществляться лишь заблаговременно при определённом угле поворота башни.
Подача и заряжание производились в следующей последовательности. Два выстрела, в каждом снаряд и оба полузаряда в горизонтальном положении в трёхуровневой беседке (снаряд под зарядами), поднимались по двум подачным трубам каждый к своему орудию. Вспомогательным прибойником боеприпасы выталкивались на зарядный стол, в котором крепились в специальных полукольцевых кронштейнах. Зарядный стол горизонтально перемещался к казённой части орудия с открытым затвором. Снаряд и полузаряды последовательно опускались до совмещения их осей с осью орудия и досылались главным прибойником в орудие. Зарядный стол возвращался в исходное положение, затвор закрывался и орудие было готово к выстрелу. После выстрела затвор открывался, и гильза автоматически выталкивалась из каморы в подвешенный под орудием отдельный лоток. После возвращения зарядного стола в исходное положение гильза выпадала из башни через специальное отверстие. Использованные гильзы собирались и передавались затем на повторную переработку. Заряжание орудия производилось на постоянном угле в +2,5°. Благодаря клиновому затвору и промежуточному зарядному столу обеспечивался высокий темп стрельбы — 26 секунд на выстрел.
В качестве опоры вращающейся башни служил жёсткий барабан, в плане имеющий форму восьмигранника. Его чётные грани были фрагментами описанной дуги, а остальные являлись отрезками прямой. Барабан склёпывался из листов толщиной 25 мм в два слоя. Он усиливался рёбрами жёсткости высотой 200 мм и толщиной 10 мм с расстоянием друг от друга в 980 мм. Стальной настил верхней палубы перерезал броню барбетов и крепился к этому барабану у I, II и III башен. В IV башне настил под башенным погоном выводился наружу и крепился к барбетной броне. Опорой для барабана на уровне средней палубы служили поперечные и продольные переборки, установленные на настил двойного дна.
Снаряды складировались в погребах горизонтально на специальных стеллажах с укладкой поперёк корабля. В перегрузочном помещении вокруг подачной трубы также хранились снаряды. Через погреба проходили трубы охлаждения, а сами погреба оборудовались спринклерной системой затопления с подачей воды над стеллажами и погрузочными лотками. Погрузка снарядов в погреб осуществлялась специальным устройством с электрическим приводом. Устройство с вертикально установленным в него снарядом опускалось с палубы в погреб, приводилось в горизонтальное положение и разгружалось. Осматривавшие «Баден» британцы признали конструкцию оригинальной и хорошо работающей, но посчитали её слишком сложной и занимающей много места.
Заряды также хранились вокруг подачной трубы и передавались к ней. Конструкция не была защищена от прорыва форса пламени внутрь в момент открытия в подачной трубе створок загрузочной дверцы. По наружному периметру центрального помещения также шли дополнительные погреба, для подачи из которых зарядов двери в них должны были быть открыты. Несмотря на солидный вес, перемещение зарядов осуществлялось вручную, с использованием специально разработанных приспособлений. Как и снарядные, зарядные погреба оснащались системой охлаждения и затопления.
Противоминная артиллерия состояла из 16 150-мм орудий SK L/45 С/06, то есть 45-калиберных образца 1906 года. Орудия, как и на «Кёниге», были размещены в каземате на верхней палубе, но их общее количество увеличено на 2. Такое размещение обеспечивало неплохие углы обстрела. Казематы орудий располагалась на 1 метр выше, чем на британском «Ривендже», и были отнесены ближе к диаметральной плоскости, что уменьшало заливание. Орудие имело призматический горизонтальный клиновый затвор и раздельно-гильзовое заряжание.
Орудия размещались в палубной установке Mpl.C/06 с ручным заряжанием. Угол склонения орудий составлял −8,5°, а возвышения +19°. Максимальная дальность стрельбы составляла 16 800 м. Орудие стояло на барабане из стальных листов с толщиной стенок 9 мм с усилением из вертикальных угольников. Барабаны были прикреплены непосредственно к верхней палубе, которая в этом месте была усилена до 25 мм. Некоторые орудия удалось прикрепить к продольной противоосколочной переборке. Каждое орудие имело собственный погреб. Подача боезапаса осуществлялась элеватором типа нории со скоростью 18 м/мин и приводом от электродвигателя мощностью 6,5 л. с. (4,8 КВт). Снаряд и гильза с порохом размещались на элеваторе горизонтально и поднимались наверх в пламянепроницаемом колодце. По условиям размещения погребов ряд элеваторов имели значительный наклон. Все погреба оснащались системой охлаждения и затопления по типу погребов главного калибра. Боезапас на каждое орудие составлял по 160 выстрелов на ствол, или всего 2560 выстрелов на корабль.
По проекту предусматривалась установка восьми зенитных 88-мм орудий Flak L/45 C/13 с установкой на полубаке парами с обеих сторон каждой дымовой трубы. Однако при вводе в строй «Байерн» и «Баден» получили только по одной паре зениток. На «Байерне» они стояли на месте третьей пары, а на «Бадене» — второй. В 1917 году их количество на обоих линкорах довели до четырёх, установив новые орудия на «Байерне» на месте четвёртой, а на «Бадене» на месте третьей «штатной» пары.
| Основные ТТХ использовавшихся орудий                 | Основные ТТХ использовавшихся орудий | Основные ТТХ использовавшихся орудий | Основные ТТХ использовавшихся орудий |
| ---------------------------------------------------- | ------------------------------------ | ------------------------------------ | ------------------------------------ |
| Орудие                                               | 38-cm SK L/45 C/13                   | 15-cm SK L/45 C/06                   | 8,8-cm Flak L/45 C/13                |
| Калибр/ длина ствола, калибров                       | 380-мм/45                            | 150-мм/45                            | 88-мм/45                             |
| Год разработки                                       | 1913                                 | 1906                                 | 1905                                 |
| Масса орудия без замка/с замком, кг                  | 76 200/77 500                        | 5730/6120                            | 1225                                 |
| Скорострельность, в/мин                              | 1,5-2                                | 7                                    | 10                                   |
| Тип затвора                                          | клиновый                             | клиновый                             | клиновый                             |
| Тип заряжания                                        | раздельно-гильзовое                  | раздельно-гильзовое                  | унитарное                            |
| Тип снаряда                                          | бронебойный                          | фугасный                             | фугасный                             |
| Масса снаряда, кг                                    | 750                                  | 45,3                                 | 10                                   |
| Начальная скорость, м/с                              | 800                                  | 835                                  | 890                                  |
| Дальность, м                                         | 23 200                               | 13 500                               | 11 800                               |
| Установки                                            |                                      |                                      |                                      |
| Обозначение                                          | Drh LC/1913                          | Mpl C/13                             | Mpl C/13                             |
| Количество стволов                                   | 2                                    | 1                                    | 1                                    |
| Масса вращающейся части, т                           | 850—869                              | 17,95                                |                                      |
| Углы возвышения                                      | −8°/+16° -5°/+20° после модернизации | −8,5°/+19°                           | −10°/+70°                            |
| Скорость наведения вертикального/горизонтального °/с | 5/3                                  | ручное                               | ручное                               |

По тактическим воззрениям того времени дредноуты должны были оснащаться торпедными аппаратами. «Байерны» получили довольно мощное вооружение из пяти 600-мм подводных торпедных аппаратов, впервые применённых на «Лютцове». Один торпедный аппарат размещался в носу на глубине 5,8 м от КВЛ. Бортовые аппараты стояли с углом снижения 2°, углублением 4 м и были повёрнуты на 20° от траверза. В состав боезапаса входило 20 торпед Н-8, разработанных в 1912 году, — по три запасные на каждый аппарат. Торпеда длиной 8 м имела снаряжённую массу 2160 кг и заряд из 210 кг гексанита. Дальность хода составляла 12 000 м на 30 узлах. Бортовые торпедные аппараты оснащались специальными направляющими для пуска. Сам выпуск осуществлялся сжатым воздухом, для чего в каждом из торпедных отсеков стояло по два компрессора с электродвигателями мощностью 80 л. с. (59,7 КВт).
Каждый торпедный аппарат представлял собой трубу с боковой крышкой длиной 7,9 м, через которую производилась загрузка торпед в торпедный аппарат. Торпеды хранились над торпедной трубой. Для помещения торпеды в трубу предназначался специальный зарядник, перемещавшийся вокруг трубы. Торпеда помещалась в него и опускалась на уровень торпедной трубы с открытой крышкой, затем помещалась внутрь, после чего крышка закрывалась. Торпедный аппарат был готов к стрельбе. В траверзных торпедных аппаратах из-за недостатка места крышка находилась сверху.
Погрузка торпед представляла собой непростую задачу. Торпеда вертикально грузовой стрелой подавалась к палубной горловине и постепенно опускалась вглубь корпуса корабля. По достижении отсека торпедных аппаратов торпеда постепенно талями переводилась из вертикального в горизонтальное положение, устанавливаясь на своё место.
В дополнение к четырём 8-метровым дальномерам в башнях главного калибра имелось ещё 5 дальномеров с 3-метровой базой. По одному стояло на командно-дальномерном посту на фор-марсе и носовой и кормовой боевой рубках. Ещё по одному стояло по бортам на полубаке — они применялись для наведения 150-мм орудий. В 1918 году на «Бадене» в тыльной части возвышенных башен главного калибра было установлено ещё по одному 3-метровому дальномеру.
Все дальномеры были стереоскопическими фирмы «Цейс» и отличались бо́льшей точностью и надёжностью по сравнению с британскими, производившимися фирмой «Барр энд Струд». Система управления в целом была проще британской, но благодаря хорошо продуманным способам пристрелки давала лучшие результаты. Система постоянно совершенствовалась. Уже после вступления в строй для башен главного калибра в дополнение к существующими прицелам были установлены дополнительные, совмещённые с качающейся частью орудий с осью, проходящей через ось цапф. Каждое орудие оборудовалось компенсатором изменения начальной скорости снаряда. Прибор вносил поправки на износ орудий в углы вертикального наведения, изменяя их после каждого выстрела.

## Строительство
| Название               | Судоверфь           | Закладка        | Спуск на воду   | Принятие на вооружение            | Судьба                                                                     |
| Подтип «Байерн»        | Подтип «Байерн»     | Подтип «Байерн» | Подтип «Байерн» | Подтип «Байерн»                   | Подтип «Байерн»                                                            |
| ---------------------- | ------------------- | --------------- | --------------- | --------------------------------- | -------------------------------------------------------------------------- |
| Байерн Bayern          | Howaldstwerke, Киль | 20 августа 1913 | 18 февраля 1915 | 18 марта 1916                     | затоплен экипажем в Скапа-Флоу 20 июня 1919, пущен на слом в 1934          |
| Баден Baden            | Schichau, Данциг    | 20 декабря 1913 | 30 октября 1915 | 19 октября 1916                   | захвачен Великобританией 20 июня 1919, потоплен как мишень 16 августа 1921 |
| Подтип «Саксен»        |                     |                 |                 |                                   |                                                                            |
| Саксен Sachsen         | Germaniawerft, Киль | 7 апреля 1914   | 21 ноября 1916  | не закончен, пущен на слом в 1921 | не закончен, пущен на слом в 1921                                          |
| Вюртемберг Württemberg | Vulcan, Гамбург     | 4 января 1915   | 20 июня 1917    | не закончен, пущен на слом в 1921 | не закончен, пущен на слом в 1921                                          |

### 1-я серия
Долговременная программа строительства кораблей была утверждена в рамках ряда сменявших друг друга законов о флоте. В них задавались общее количество линейных кораблей и срок их службы. Это количество постоянно росло и по закону о флоте 1912 года — последнему перед войной — к 1920 году должно было составить 41 линкор. Корабли, строившиеся для доведения состава флота до этого количества, до получения имени проходили в документах под однобуквенным индексом. Остальные корабли, строившиеся на замену старых, получали обозначение по имени заменяемого корабля с приставкой «эрзац-». Из кораблей программы 1913 года первый строился под индексом «Т», а второй строился на замену «Вёрт» и поэтому получил первоначальное обозначение «эрзац-Вёрт».
Приказ о постройке линкоров «Т» и «эрзац-Вёрт» был подписан 30 сентября 1912 года, и 20 декабря были объявлены торги. Контрактом оговаривалась постройка корпуса и механизмов. Вооружение и броню поставляло морское министерство. Предложения верфей поступили в начале марта 1913 года. Подряд на строительство «эрзац-Вёрта» получила «Шихау» из Данцига, обязавшаяся в течение 36 месяцев построить корабль за 17,27 млн марок.
Вокруг подряда на линкор «Т» разразился скандал. С 1909 года стараниями Тирпица конкурентная борьба между верфями приводила к снижению стоимости постройки кораблей. С учётом необходимости средств на постоянное переоборудование верфи рисковали остаться без прибыли, и банки перестали их кредитовать. Дошло до того, что в ноябре 1912 года гамбургские предприятия «Вулкан» и «Блом унд Фосс», «Ховальдсверке» из Киля и «Везер» из Бремена вступили в устный сговор, оговаривавший согласование стоимости и устанавливающий очерёдность строительства. Поэтому все эти четыре фирмы выставили согласованную смету в 20,6 млн. В дело вмешался Тирпиц и пригрозил, что контракт будет передан государственной верфи. Кильская «Ховальдсверке», испытывавшая финансовые трудности, сдалась первой и согласилась на уменьшение цены, но всё же выторговала цену 19,65 млн марок — на 2,4 млн больше, чем «Шихау». Картель счёл свои действия успешными, и 29 июня 1913 года был официально утвержден устав «Германского объединения верфей», куда вошли также «Крупп-Германия-верфь» и десяток более мелких предприятий.
Новые линкоры получили отличные от предшественников имена. Если предыдущие серии назывались в честь императоров и коронованных особ, корабли программы 1913 года получили имена в честь названий германских земель. Эти имена принадлежали старым кораблям, выведенным за несколько лет до этого из состава флота. Линкор «Т» получил имя «Байерн» («Бавария» на баварском диалекте), а «эрзац-Вёрт» — «Баден». Немцы не стали рисковать, и строительство кораблей было начато только после испытания и принятия на вооружение 38-см орудия «образца 1913 года». Поэтому заказ на «Байерн» был размещён 13 апреля 1913 года, а его закладка состоялась только 14 января 1914 года. Несмотря на начавшуюся войну, темп постройки был очень быстрым по германским меркам — у «Ховальдсверке» срок от закладки до окончания приёмных испытаний оставил всего 26 месяцев. «Шихау» строила «Баден» дольше — 34 месяца, но всё равно быстрее, чем по контракту. Иногда в публикациях даются даты закладки 20 сентября 1913 года для «Байерна» и 22 сентября 1913 года для «Бадена», но на самом деле эти даты соответствуют дате начала заготовки металла и подготовки стапелей к работам.
Ходовые испытания пришлось проводить на мелководной бельтской мерной миле на Балтике. Глубина на этой миле составляет порядка 35 м, а на глубине примерно меньше половины длины корпуса волновое сопротивление начинает значительно возрастать. Поэтому, несмотря на значительное превышение контрактной мощности, «Байерн» показал только 22 узла при мощности 55 970 л. с. (41,74 МВт, превышение на 60 %). Играло роль и превышение осадки над проектной. По расчётам, на глубокой воде скорость должна была составить порядка 22,8 узла при осадке в 8,43 м. «Баден» показал 21,8 узла при мощности 54 746 л. с. (40,82 МВт) и осадке в 8,95 м. Во время шестичасового пробега «Байерн» развил 37 430 л. с. (27,91 МВт) и скорость в 21,5 узла.
«Байерн» на испытаниях показал исключительно хорошие маневренные качества. Время остановки с полного хода составило 1 мин 55 сек, при дистанции в 790 м (4,5 длины корабля). Диаметр циркуляции составил 320 м (1,78 длины корпуса). Оба линкора показали себя как остойчивые и мореходные корабли. Однако была обнаружена определённая склонность «приводиться к ветру» — корабли разворачивало по ветру из-за влияния узко расположенных высоких надстроек.
Вплоть до окончания испытаний «Байерн» и «Баден» были оснащены противоторпедными сетями. Вес сетей составлял 28 т, а с оснасткой — 43 т. Под влиянием событий Ютландского сражения, когда повреждённые попаданиями сети чуть было не намотало на винты «Дерфлингера», их сняли на обоих кораблях по окончании испытаний.

### 2-я серия
В рамках закона о флоте по бюджету 1914 года предусматривалось выделение средств на постройку только одного линкора — «эрзац-Кайзер Фридрих III». Но затем в 1914 году уже из военного фонда были выделены средства на постройку и четвёртого корабля — «эрзац-Кайзер Вильгельм II». В дальнейшем первый получил имя «Саксен», а второй — «Вюртемберг».
«Саксен» должен был получить дизель, поэтому безальтернативно подрядчиком становилась «Крупп-Германия-верфь». Фирма запросила 21,2 млн марок за дизельный вариант и 20,3 миллиона за резервный турбинный. Заказчику деваться особо было некуда, поэтому он согласился выдать заказ с несколько сниженной ценой — 21 и 20 миллионов соответственно. Срок постройки должен был составить 34 месяца, начиная с декабря 1913 года.
Установка дизеля потребовала увеличения нормального водоизмещения на 200 т. Кроме всего прочего, над дизелем бронирование нижней палубы на участке шириной 1 метр составляло 80 мм. Этот участок был приподнят над основной палубой, поэтому боковые стенки вокруг этой «платформы» имели толщину 120 мм. Это означало рост водоизмещения при той же проектной мощности механизмов, и для сохранения максимальной скорости хода обводы носовой оконечности несколько заострили, увеличив длину корпуса на 2,4 м.
В проекте четвёртого линкора решили отказаться от дизеля и вернуться к полностью турбинному варианту. Так как появился излишек в 200 т, вначале предлагалось внести массу изменений, включая переход на турбозубчатый агрегат и изменения количества и расположения 150-мм и 88-мм орудий, но Тирпиц, осознавая, что это чревато задержками, приказал строить линкор по проекту 1913 года. Единственным изменением, на которое он согласился в июне 1914 года, стало дооборудование корабля в качестве флагманского. Однако устройство дополнительных помещений и мостиков быстро привело к росту водоизмещения на 250 т, что опять же требовало изменения обводов носовой части и затягивало сроки разработки. Началась война, и 2 августа Тирпиц приказал выдать заказ на новый линкор, взяв за базовый проект «Саксен», заменив на нём дизель на турбину и установив один дополнительный котёл. Допускались минимальные изменения, не влияющие на изменение сроков строительства. Заказ на строительство «Вюртемберга» 12 августа получила фирма «Вулкан». Единственным существенным отличием в бронировании «Вюртемберга» от трёх его собратьев стало увеличение толщины стенок кормовой боевой рубки с 170 до 200 мм.
Оба линкора второй серии получили модифицированные башенные установки главного калибра модели С/14, у которых угол возвышения орудий изначально составлял 20°. Внешний вид мало отличался от линкоров первой серии. Прожекторные площадки были перенесены на носовую и кормовую дымовую трубы. Изначально в 3 метрах за кормовой дымовой трубой была размещена полноценная грот-мачта.

## Служба и судьба

### «Байерн»

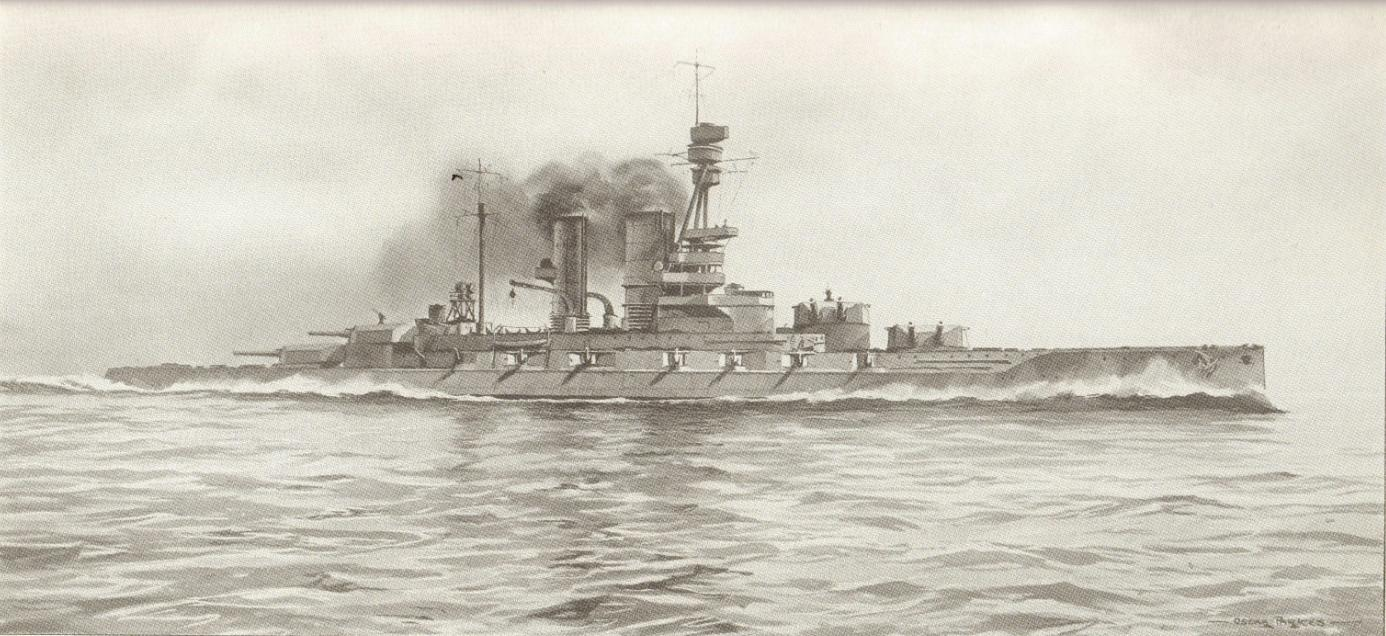
Опознавательный рисунок немецкого линкора Bayern, подготовленный разведывательным управлением Королевского флота и переданный Британскому флоту в 1918 году.

С 18 марта по 31 мая 1916 года корабль проходил ходовые испытания, после чего начался период боевой подготовки. 15 июля 1916 года «Байерн» вступил в строй и был включён в состав 3-й эскадры линкоров Флота открытого моря. С 7 по 16 августа временно назначался флагманским кораблём флота. Ввиду ремонта линейных крейсеров после Ютландского сражения временно был приписан к 1-й разведывательной группе. Также в её состав временно были включены самые быстроходные линкоры — «Маркграф» и «Гроссер Курфюрст». В составе 1-й разведгруппы линкор участвовал в выходе флота с 18 по 20 августа 1916 года.
С 11 октября «Байерн» участвовал в операции «Альбион» по захвату Моонзундских островов. 12 октября перед Солозундом у острова Эзель подорвался на мине. Взрыв пришёлся по правому борту в районе носового отделения бортовых торпедных аппаратов. При этом взорвались 12 баллонов со сжатым воздухом. В отсеки до носовой башни главного калибра поступило 1000 т забортной воды. В бухте Тага-Лахт был проведён временный ремонт с заведением пластыря. Но на переходе в базу пластырь отошёл, и опять началось затопление отсеков. «Байерн» прибыл в Киль только 31 октября 1917 года и 3 ноября был поставлен в док военной верфи на ремонт. В ходе ремонта было принято решение демонтировать носовые торпедные бортовые аппараты, а их отделение дополнительно разделить несколькими переборками. Такие же работы в дальнейшем были проведены и на однотипном «Бадене». Кроме этого, количество 88-мм палубных зениток довели до четырёх.
15 апреля 1918 года линкор коснулся грунта в устье Яде, но без существенных повреждений корпуса. С 23 по 24 апреля участвовал в последнем боевом выходе флота в море до параллели Ставангера в Норвегии. С 23 сентября 1918 года «Байерн» был флагманским кораблём 2-й эскадры. 21 ноября 1918 года по условиям перемирия с Антантой перешёл в Скапа-Флоу и был интернирован. 21 июня 1919 года вместе с другими кораблями германского флота затоплен собственным экипажем. Как и остальные затонувшие в Скапа-Флоу корабли, был продан судоподъёмной компании. Линкор лежал кверху килем на глубине порядка 37 м. Первая попытка подъёма 18 июля 1934 года была неудачной — продержавшись на поверхности 30 минут, корабль снова ушёл под воду. Окончательно «Байерн» подняли только 1 сентября 1934 года. Его отбуксировали в Росайт и разделали на металл в течение 1935 года.

### «Баден»
13 октября 1916 года начался период приёмных испытаний. По их завершении 14 марта 1917 года вступил в строй как флагманский корабль Флота открытого моря, заменив в этом качестве «Фридриха дер Гроссе». С 6 по 15 октября во время операции «Альбион» по захвату Моонзундских островов находился на боевом дежурстве в Киле. Группа кораблей, в которую входил «Баден», прикрывала балтийские проливы на случай прорыва британского флота на Балтику.
С 23 по 24 апреля 1918 года участвовал в последнем боевом выходе флота в море до параллели Ставангера в Норвегии. По дополнительным требованиям к условиям перемирия с Антантой заменил в списке кораблей, подлежащих интернированию, недостроенный линейный крейсер «Макензен». 7 января 1919 года совершил переход в Скапа-Флоу.
Попытка затопления 21 июня 1919 года была неудачной. Буксирами тонущий корабль был оттащен на мель и поднят уже в июле 1919 года. Линкор отбуксировали в Портсмут, где он был подвергнут тщательному изучению британскими специалистами.
Был использован в качестве мишени для опытовых стрельб при испытании новых 381-мм снарядов. Испытания проводились близ Портсмута. Первые стрельбы производились 2 февраля 1921 года монитором «Террор», вторые — 10 августа монитором «Эребус». 11 августа корабль испытали путём подрыва нескольких авиабомб калибра 250 кг, а 15 августа применили и 816-кг авиабомбу. После этого 16 августа 1921 года «Баден» отбуксировали в море на юго-восток от Портсмута и, открыв кингстоны, затопили в точке с координатами 49°50′20″ с. ш. 2°21′20″ з. д..

### «Саксен»

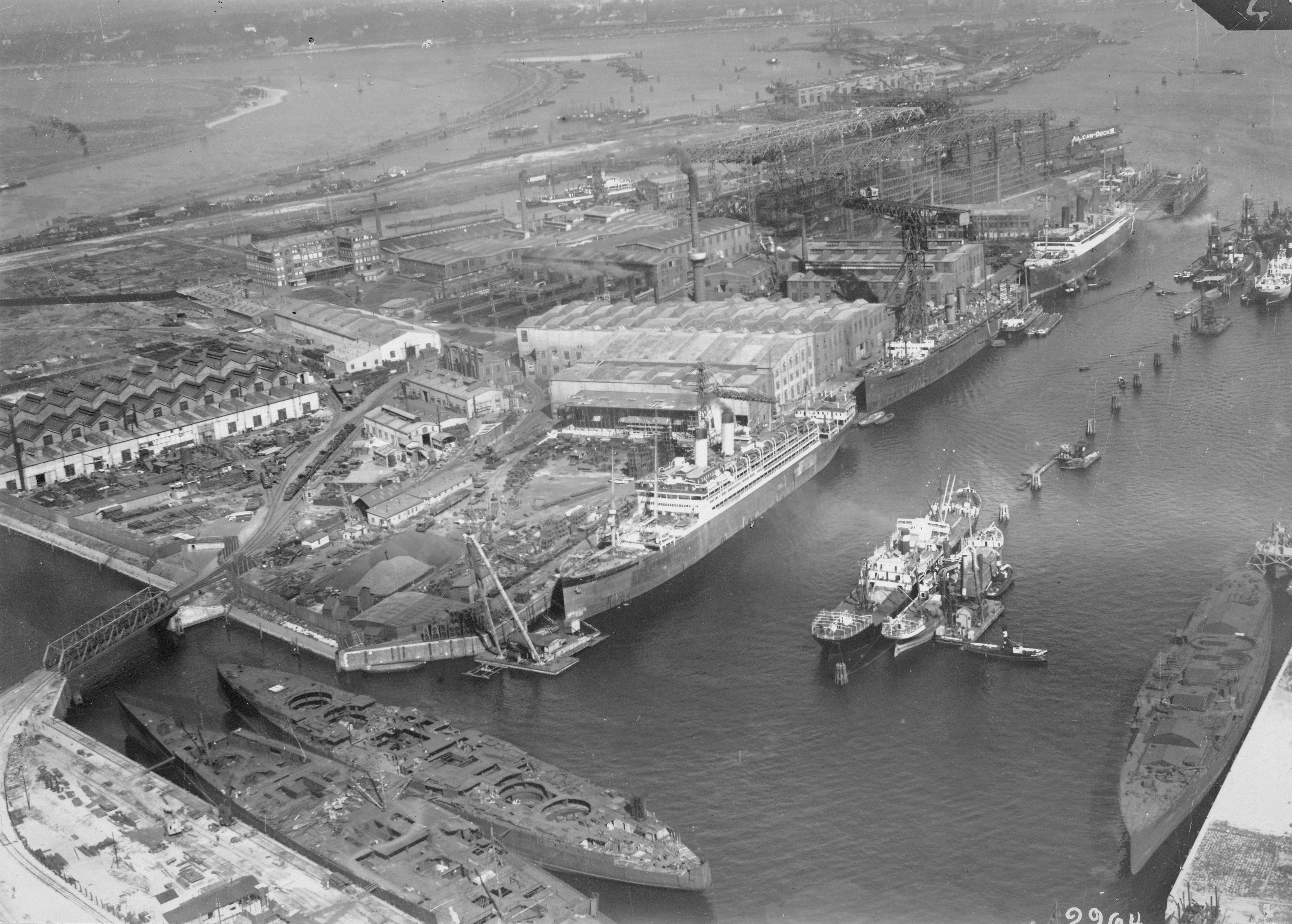
Недостроенный «Вюртемберг» (второй слева), Гамбург, 1920 г. Рядом с «Вюртембергом» недостроенный линейный крейсер «Принц Эйтель Фридрих», справа — недостроенный греческий дредноут «Саламис»

С середины 1916 года работы на «Саксене» существенно замедлились. Приоритет теперь отдавался строительству подводных лодок, тральщиков и миноносцев. Флоту в условиях неограниченной подводной войны два недостроенных линкора, не способных переломить ход войны на море, были уже не нужны, и работы на корабле велись больше по инициативе верфи-строителя, так как ей проще было не спеша достраивать корабль, чем заниматься трудоёмкой процедурой его консервации. Неудивительно, что спуск на воду «Саксена» состоялся вместо мая 1916 года лишь в ноябре 1916 года. Недостроенный корабль служил «донором» для осуществления других проектов. Так, установленные к концу 1916 года 380-мм орудия были сняты и использованы для комплектования тяжёлой железнодорожной батареи «Макс», состоявшей из семи установок.
В начале 1918 года работы были окончательно свёрнуты. Вес корпуса «Саксена» составлял на это время 10 800 т. На нём были смонтированы все четыре установки главного калибра, обе дымовые трубы и нижняя часть носовой надстройки. Его готовность составила 90 %, а для достройки требовалось ещё 6 месяцев работ. По условиям Версальского мирного договора 3 ноября 1919 года «Саксен» был предназначен к сдаче на слом. В 1920 году продан и в течение 1920—1921 годов разделан на металл в Киле у Арсенального мола.

### «Вюртемберг»
Как и на «Саксене», работы на «Вюртембурге» велись с середины 1916 года с задержкой. Учитывая более позднюю закладку, его спуск на воду опоздал ещё больше — на один год от расписания.
Оборудование с корабля также использовалось для более приоритетных работ. Так, дизель-моторы для дизель-генераторов с «Саксена» и «Вюртембурга» были использованы для строительства подводных лодок U151 — U157. На момент сворачивания работ в начале 1918 года вес корпуса «Вюртембурга» составлял 10 390 т.
11 ноября 1918 года на момент подписания перемирия готовность корабля оценивалась в 83 %, и для его достройки требовалось 12 месяцев. 3 ноября 1919 года по условиям Версальского мирного договора был предназначен к сдаче на слом. В 1920 году продан и в течение 1920—1921 годов разделан на металл в Гамбурге.

### Опыты над «Баденом»
Поднятый «Баден» после тщательного обмера и изучения конструкции германского линкора был использован для испытания новых 381-мм снарядов. Ютландское сражение показало недостаточную эффективность британских снарядов, и в Королевском флоте срочно занялись их усовершенствованием. Новые снаряды были разработаны только к концу войны и отличались модифицированной баллистической формой, улучшенной технологией изготовления и более надёжным взрывателем. В бронебойных и полубронебойных снарядах в качестве начинки использовался шеллит. В фугасных снарядах использовался как шеллит, так и дымный порох.
Первая серия стрельб проводилась возле Портсмута 2 февраля 1921 года. Стрельбы производились монитором «Террор» из орудий 15"/42 Mark1, аналогичных установленным на британских линкорах типов «Куин Элизабет» и «Ройал Соверен» и линейных крейсерах «Худ», «Рипалс» и «Ринаун». Проверка осуществлялась для дистанций 90 кабельтовых. Чтобы быть уверенными в точном месте попадания, стрельба велась с дистанции 550 ярдов (457 м). Чтобы угол падения снарядов и их скорость соответствовали дистанции 75,5 кабельтовых, «Баден» накренили в сторону стреляющего корабля на 13,5°, а сама стрельба велась пониженным зарядом для придания снаряду скорости 472 м/с.
При стрельбах осколки фугасного снаряда пробивали 100-мм наклонную крышу башни главного калибра, и снаряд в одном из случаев целиком прошёл через 180-мм пояс 150-мм батареи с разрывом внутри. Бронебойные снаряды легко пробивали 250-мм броневой пояс. По броне толщиной 350 мм результаты были не столь однозначны. Пояс и боевая рубка пробиты не были. Лобовая плита башни в единственном случае была пробита, но без разрыва снаряда. По 350-мм барбету был отмечен один случай проникновения через него целого снаряда с разрывом. В остальных случаях был разрыв снаряда при прохождении как без пробития брони, так и с пробитием её осколками.
В результате первой серии стрельб началось затопление корабля, и он сел на грунт. Испытания пришлось прекратить. Пробоины были заделаны и отсеки осушены, а сам корабль тщательно осмотрен в доке. Затем 10 августа 1921 года была проведена вторая серия испытаний. Стрельбу вёл «Эребус». «Баден» не наклонялся, а снаряду придавалась начальная скорость в 421 м/с, соответствующая дальности в 109 кабельтовых.
Во второй серии проверялось действие снарядов на палубы и слабозащищённые места. Отмечались значительные разрушения небронированной надстройки и корпуса в результате действия как фугасных, так и бронебойных снарядов с разрывом в 8-16 м от места попадания. В одном из случаев полубронебойный снаряд пробил 180-мм пояс батареи и 180-мм барбет главного калибра за ним, с разрывом в 8,8 м от точки попадания.
11 августа провели испытания авиабомб подрывом их на надстройке, палубе и крыше башни. Три бомбы калибром 236 кг (тонкостенная, 114 кг заряда взрывчатого вещества) и одна калибром 250 кг (толстостенная) подрывались на палубе. Хотя надстройка и верхняя 30-мм палуба пробивалась осколками, нижележащие палубы пробиты не были. Одна 236-кг бомба была взорвана на крыше башни, не пробив её. Не смогла пробить все палубы и подорванная 15 августа 816-кг бомба с 408-кг зарядом. Она была взорвана на палубе надстройки перед носовой дымовой трубой и не смогла пробить даже верхнюю 30-мм палубу, лишь прогнув её вниз. По результатам подрывов бомб британцы сделали вывод, что пока они не могут сравниться по пробивной силе с падающим по отвесной траектории тяжёлым снарядом.

## Оценка проекта
| Основные баллистические данные британских и германских орудий главного калибра | Основные баллистические данные британских и германских орудий главного калибра | Основные баллистические данные британских и германских орудий главного калибра | Основные баллистические данные британских и германских орудий главного калибра | Основные баллистические данные британских и германских орудий главного калибра |
| ------------------------------------------------------------------------------ | ------------------------------------------------------------------------------ | ------------------------------------------------------------------------------ | ------------------------------------------------------------------------------ | ------------------------------------------------------------------------------ |
| Образец орудия / установки                                                     | 15"/42 Мk I                                                                    | 38 sm SKC/13 Drh LC/13                                                         | 13,5"/45 Мk V                                                                  | 12"/50 SКС/06 Drh LC/10                                                        |
| Страна                                                                         | Великобритания                                                                 | Германия                                                                       | Великобритания                                                                 | Германия                                                                       |
| Калибр, мм                                                                     | 381                                                                            | 380                                                                            | 343                                                                            | 305                                                                            |
| Масса орудия с затвором, кг                                                    | 101 685                                                                        | 77 500                                                                         | 77 347                                                                         | 51 850                                                                         |
| Длина орудия, калибров                                                         | 43,36                                                                          | 45,0                                                                           | 46,36                                                                          | 50,0                                                                           |
| Длина канала, калибров                                                         | 42,0                                                                           | 42,42                                                                          | 45,0                                                                           | 47,41                                                                          |
| Масса заряда, кг                                                               | 196                                                                            | 183                                                                            | 136                                                                            | 122                                                                            |
| Масса снаряда, кг                                                              | 871                                                                            | 750                                                                            | 567/635                                                                        | 405                                                                            |
| Начальная скорость, м/с                                                        | 731                                                                            | 800                                                                            | 777/759                                                                        | 855                                                                            |
| Расчётное давление, кг/см²                                                     | 3150                                                                           | 3200                                                                           | 2835                                                                           | 3000                                                                           |
| Живучесть, боевых выстрелов                                                    | 350                                                                            | 250                                                                            | 350                                                                            | 250                                                                            |
| Масса вращающейся части, т                                                     | 874—894                                                                        | 870                                                                            | 640                                                                            | 520                                                                            |
| Выстрел за, с                                                                  | 30-60                                                                          | 26-53                                                                          | 30-60                                                                          | 20-45                                                                          |
| Дальность, каб.                                                                | 151                                                                            | 125                                                                            | 119                                                                            | 118                                                                            |
| Бронепробиваемость снаряда (крупповская сталеникелевая броня), мм              |                                                                                |                                                                                |                                                                                |                                                                                |
| 25 каб.                                                                        | 618                                                                            | 620                                                                            | 497/505                                                                        | 490                                                                            |
| 50 каб.                                                                        | 480                                                                            | 474                                                                            | 367/398                                                                        | 358                                                                            |
| 75 каб.                                                                        | 381                                                                            | 372                                                                            | 275/307                                                                        | 268                                                                            |
| 100 каб.                                                                       | 307                                                                            | 294                                                                            | 214/247                                                                        | 202                                                                            |
| 125 каб.                                                                       | 248                                                                            | 226                                                                            | 159/188                                                                        | 152                                                                            |

Германские сверхдредноуты в первую очередь выделяются своим вооружением. Германское 380-мм орудие было легче своего основного конкурента, 381-мм британского орудия Mk I — вес с затвором 76,2 т против 101,6 т, но при этом обладало чуть большей дульной энергией — 244,65 Мдж против 237,87. Германские оружейники использовали концепцию «лёгкий снаряд и высокая начальная скорость», из-за чего масса германского снаряда составляла всего 750 кг против 871 у британцев, зато его начальная скорость составляла 800 м/с против 732 м/с, что обеспечивало более настильную траекторию. В погодных условиях Северного моря более вероятны средние дистанции боя, поэтому германские инженеры достаточно обосновано полагали, что их концепция подходит лучше. С учётом лучшей выделки снарядов преимущество германского орудия становится ещё более ощутимым.
Хотя броневая защита практически без изменений перекочевала из двух предыдущих серий дредноутов, она оставалась значительно мощнее британской. И по площади бронирования, и по его толщине «Байерн» превосходил своих британских визави типов «Куин Элизабет» и «Ривендж». Послевоенные испытания «Бадена», во время которых он выдержал попадания 31 381-мм снаряда и бомбы, подтвердили эту высокую оценку.
Конструктивная подводная защита традиционно была слабым местом британских линкоров и сильным у германских. На «Байерне» германская система противоторпедной защиты была доведена до совершенства. Немногие дредноуты того времени могли похвастаться защитой из кофердамов, угольных ям и толстой броневой переборки, закрывающей все котельные и машинные отделения и погреба боезапаса главного калибра. Всеми специалистами она оценивалась очень высоко и по замыслу разработчиков должна была выдержать до четырёх торпедных попаданий.
Противоторпедную защиту дополняли хорошее деление на отсеки и прекрасно организованная борьба за живучесть. Единственным уязвимым местом такой защиты было наличие вне цитадели двух больших отсеков торпедных аппаратов. Любые повреждения в этих местах приводили к их быстрому затоплению, опасность чего осознавалась разработчиками ещё на этапе проектирования. Но при бытовавших тогда и в Германии, и Британии взглядах на тактическое применение линкоров мощное торпедное вооружение считалось для них обязательным. Только опыт войны показал бесполезность этого вида вооружения для линкоров. Поэтому неудивительно, что после подрыва «Байерна» на мине в 1917 году с затоплением носового отсека торпедных аппаратов их решено было демонтировать.
Единственный аспект, в котором германский линкор проигрывал, — это скорость хода. Линкоры типа «Куин Элизабет» изначально проектировались как быстроходные и имели проектную скорость на 2,5 узла больше, а линкоры типа «Ривендж» по оценке британских специалистов имели лучшие обводы корпуса, что позволяло им достигать той же скорости при меньшей мощности механизмов. При этом на практике они развивали примерно одинаковую с германскими линкорами максимальную скорость. Отсутствие преимущества в скорости могло помешать германским линкорам в бою с британским флотом выйти на оптимальную для них среднюю дистанцию боя. Следующий проект линкора — L20 — при том же уровне бронирования и 420-мм орудиях имел скорость в 26 узлов, что показывает, что в целом направление развития германских капитальных кораблей шло в сторону объединения линейных крейсеров и линкоров в один тип быстроходного линкора.
Благодаря сбалансированности характеристик «Байерн» и «Баден» оставили заметный след в истории линкоростроения. Большинство историков кораблестроения и флота оценивают их конструкцию как совершенную и не стесняются в похвалах этому творению кайзеровских инженеров, считая, что они превосходят любой сопоставимый им линкор британского флота.
Как показывают расчёты, четвёрка «Байернов» могла переломить ситуацию в Ютландском сражении. 380-мм снаряды могли пробивать барбеты и башни любых британских дредноутов. Учитывая проблемы с взрывоопасностью основного британского метательного пороха — кордита MD45, это могло привести к таким же последствиям, как и для трёх погибших линейных крейсеров. При настрое Шеера на решительный бой «Байерны» могли пойти в авангарде Флота открытого моря, как таран, отправляя на дно или выводя из строя британские линкоры, особенно ранних серий с более тонкой бронёй. По словам американского военно-морского теоретика Франклина Персиваля, они «просто смели бы эскадру Битти с лица земли».
Но ценность каждого оружия проверяется успехом применения и готовностью к использованию в нужном месте в нужное время. Мощные германские линкоры опоздали к генеральной битве флотов, ради которой создавались. Сказались как больший период постройки и подготовки германских кораблей, так и неготовность немцев рисковать. Первый лорд Адмиралтейства Черчилль пошёл на осознанный риск и заложил пять линкоров типа «Куин Элизабет» ещё до готовности орудий для них, и в итоге его ставка сработала. Несмотря на практически одинаковые даты начала разработки, британцы сумели к Ютландскому сражению построить восемь линкоров с 381-мм орудиями из десяти заложенных с конца 1912 года. У немцев же к этому времени достроен был только «Байерн», но и он находился на этапе боевой подготовки и не принял участия в сражении. После достройки «Байерн» и «Баден» уже не принимали участия в сколь-нибудь важных боевых действиях на море, оказавшись в сущности бесполезными. Как и для остальных линкоров Флота открытого моря, их фактическая роль свелась к положению «fleet in being» — оказание давления на противника самим фактом своего существования.
|                                      | «Куин Элизабет»      | «Байерн»                | «Невада»               | «Фусо»               | «Кёниг»             |
| Год закладки                         | 1912                 | 1913                    | 1912                   | 1912                 | 1911                |
| Год ввода в строй                    | 1915                 | 1916                    | 1916                   | 1915                 | 1914                |
| Стоимость                            |                      | 49 млн марок            |                        |                      |                     |
| Водоизмещение нормальное, т          | 29 200               | 28 448                  | 27 941                 | 30 600               | 25 390              |
| Полное, т                            | 33 020               | 32 200                  | 28 856                 | 35 900               | 29 200              |
| Номинальная мощность СУ, л. с. (МВт) | 56 000 (41,76)       | 35 000 (26,1)           | 26 500 (19,76)         | 40 000 (29,83)       | 31 000 (23,12)      |
| Проектная скорость, узлы             | 23                   | 22 (21)                 | 20,5                   | 22,5                 | 21                  |
| Дальность, миль (на скорости, узлы)  | 5000 (12)            | 5000 (12)               | 5195 (12)              | 8000 (14)            | 6800 (12)           |
| Бронирование, мм                     |                      |                         |                        |                      |                     |
| Пояс                                 | 330                  | 350                     | 343                    | 305                  | 350                 |
| Башни, лоб                           | 330                  | 350                     | 457, 406               | 305                  | 300                 |
| Барбеты                              | 254                  | 350                     | 330                    | 305—203              | 300                 |
| Рубка                                | 280                  | 350                     | 406                    | 305                  | 350                 |
| Палуба                               | 95-70                | 100—60                  | 76                     | 76—32                | 100—60              |
| Вооружение                           |                      |                         |                        |                      |                     |
| Главный калибр                       | 4×2×381 мм/42        | 4×2×380 мм/45           | 10(2×3, 2×2)×356 мм/45 | 6×2×356 мм/45        | 5×2×305/50          |
| Вспомогательный                      | 16×152 мм/45 2×76 мм | 16×150 мм/45 2×88 мм/45 | 21×127 мм/51 4×76,2 мм | 16×152 мм/50 4×76 мм | 14×1×150/45 10×1×88 |
| Торпедное вооружение                 | 4×533 мм ТА          | 5×600 мм ТА             | 2×533 мм ТА            | 6×533 мм ТА          | 5×500 мм ТА         |

## Использованная литература и источники
1. 1 2   Виноградов, 2003, с. 8—9
2. 1 2   Виноградов, 2003, с. 9
3. ↑   Виноградов, 2003, с. 9—12
4. 1 2   Виноградов, 2003, с. 12
5. 1 2   Виноградов, 2003, с. 13
6. 1 2   Виноградов, 2003, с. 14
7. 1 2   Виноградов, 2003, с. 15
8. ↑   Виноградов, 2003, с. 17
9. 1 2 3 4  Титушкин С. И. Линейные корабли типа «Байерн». — С. 22.
10. 1 2 3   Виноградов, 2003, с. 18
11. 1 2 3   Виноградов, 2003, с. 20
12. 1 2   Виноградов, 2003, с. 28
13. ↑  Титушкин С. И. Линейные корабли типа «Байерн». — С. 28—29.
14. ↑   Виноградов, 2003, с. 20—21
15. 1 2   Виноградов, 2003, с. 22
16. ↑  Титушкин С. И. Линейные корабли типа «Байерн». — С. 27.
17. ↑   Виноградов, 2003, с. 23
18. 1 2   Виноградов, 2003, с. 40
19. ↑   Виноградов, 2003, с. 51-52
20. ↑   Виноградов, 2003, с. 53
21. 1 2 3   Виноградов, 2003, с. 54
22. 1 2 3 4   Виноградов, 2003, с. 56
23. ↑   Виноградов, 2003, с. 55
24. ↑   Виноградов, 2003, с. 58
25. 1 2 3   Виноградов, 2003, с. 60
26. 1 2 3 4   Виноградов, 2003, с. 61
27. ↑   Виноградов, 2003, с. 62
28. 1 2   Виноградов, 2003, с. 63
29. ↑   Виноградов, 2003, с. 42
30. 1 2 3 4 5 6   Виноградов, 2003, с. 41
31. 1 2 3 4   Виноградов, 2003, с. 45
32. ↑   Виноградов, 2003, с. 44—45
33. ↑   Виноградов, 2003, с. 43—44
34. 1 2   Виноградов, 2003, с. 44
35. 1 2   Виноградов, 2003, с. 46
36. 1 2 3   Виноградов, 2003, с. 47
37. ↑   Виноградов, 2003, с. 48
38. 1 2 3 4 5   Виноградов, 2003, с. 49
39. 1 2 3  Gröner. Band 1. — S.52
40. ↑  Conway's, 1906—1921. — P.149
41. ↑  Staff,_NV_№_167, 2009, s. 40.
42. 1 2 3 4 5 6   Виноградов, 2003, с. 50
43. 1 2 3  Титушкин С. И. Линейные корабли типа «Байерн». — С. 38.
44. 1 2   Виноградов, 2003, с. 51
45. 1 2 3 4  Gröner. Band 1. — S.53
46. 1 2 3 4   Виноградов, 2003, с. 34
47. ↑   Виноградов, 2003, с. 6
48. 1 2 3 4 5   Виноградов, 2003, с. 30
49. 1 2 3  Титушкин С. И. Линейные корабли типа «Байерн». — С. 34.
50. ↑  Campbell. Jutland. — P. 345
51. 1 2   Виноградов, 2003, с. 31
52. 1 2  Титушкин С. И. Линейные корабли типа «Байерн». — С. 33.
53. 1 2  DiGiulian, Tony. Germany 38 cm/45 (14.96″) SK L/45 (англ.) (23 ноября 2012). — Описание 380-мм орудия SK L/45. Дата обращения: 9 июля 2013. Архивировано из оригинала 20 июля 2013 года.
54. 1 2 3 4   Виноградов, 2003, с. 72
55. ↑  Hodges, The big gun, 1981, p. 78.
56. ↑   Виноградов, 2003, с. 34—36
57. 1 2 3   Виноградов, 2003, с. 36
58. ↑  Титушкин С. И. Линейные корабли типа «Байерн». — С. 35—36.
59. 1 2  Титушкин С. И. Линейные корабли типа «Байерн». — С. 36.
60. ↑   Виноградов, 2003, с. 36—38
61. ↑   Виноградов, 2003, с. 37
62. ↑  DiGiulian, Tony. Germany 15 cm/45 (5.9″) SK L/45 (англ.). — Описание 150-мм орудия SK L/45. Дата обращения: 2 августа 2013. Архивировано 11 февраля 2013 года.
63. ↑  DiGiulian, Tony. German 8.8 cm/45 (3.46″) SK L/45, 8.8 cm/45 (3.46″) Tbts KL/45, 8.8 cm/45 (3.46″) Flak L/45 (англ.) (9 августа 2009). — Описание 88-мм орудия SK L/50 и Flak L/45. Дата обращения: 26 января 2011. Архивировано 17 августа 2011 года.
64. 1 2 3  Von der Tann bis Hindenburg, 1998, s. 31.
65. 1 2 3 4 5 6   Виноградов, 2003, с. 38
66. ↑  Staff, German Battlecruisers WW1, 2014, p. 263.
67. ↑  Weapons, 2011, p. 339.
68. ↑  Luxury fleet, p.78
69. 1 2   Виноградов, 2003, с. 64
70. 1 2 3 4 5   Виноградов, 2003, с. 65
71. 1 2 3 4   Виноградов, 2003, с. 68
72. 1 2   Виноградов, 2003, с. 67
73. 1 2 3 4 5   Виноградов, 2003, с. 69
74. ↑   Виноградов, 2003, с. 72—73
75. 1 2 3 4  Титушкин С. И. Линейные корабли типа «Байерн». — С. 15.
76. 1 2 3  Титушкин С. И. Линейные корабли типа «Байерн». — С. 16.
77. 1 2 3 4   Виноградов, 2003, с. 89
78. 1 2 3   Виноградов, 2003, с. 92
79. 1 2  Титушкин С. И. Линейные корабли типа «Байерн». — С. 17.
80. 1 2 3 4 5   Виноградов, 2003, с. 73
81. ↑  Титушкин С. И. Линейные корабли типа «Байерн». — С. 20.
82. 1 2  Титушкин С. И. Линейные корабли типа «Байерн». — С. 21.
83. 1 2   Виноградов, 2003, с. 91
84. 1 2   Виноградов, 2003, с. 90
85. 1 2  Campbell, Washington's Cherrytrees, 1976, p. 10.
86. ↑  Титушкин С. И. Линейные корабли типа «Байерн». — С. 49.
87. ↑  Титушкин С. И. Линейные корабли типа «Байерн». — С. 48.
88. 1 2 3 4 5 6 7   Виноградов, 2003, с. 100
89. 1 2   Виноградов, 2003, с. 99
90. ↑  Титушкин С. И. Линейные корабли типа «Байерн». — С. 37.
91. ↑   Виноградов, 2003, с. 18, 34
92. ↑   Виноградов, 2003, с. 103
93. 1 2   Виноградов, 2003, с. 106
94. ↑  Паркс. Линкоры Британской империи. Том 7. — С. 50.
95. ↑  Conway's, 1906—1921. — P.33
96. ↑  Gröner. Band 1. — S.52—54
97. ↑  Conway's, 1906—1921. — P.163
98. ↑  Conway's, 1906—1921. — P.117
99. ↑  Gröner. Band 1. — S.51
100. ↑  Staff, NV № 167, 2009, s. 40.